# Fractint

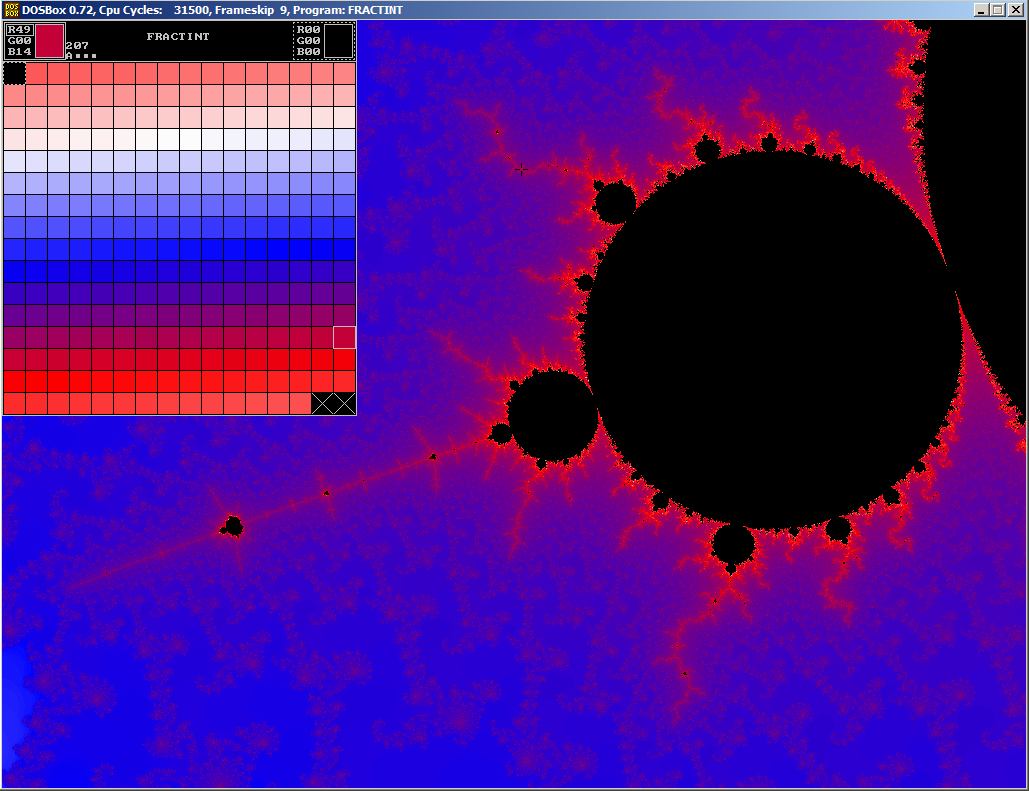
De Mandelbrotverzameling in fractint

Fractint is een computerprogramma om fractals te genereren. Het werd ontwikkeld door de Stonesoup-groep in de jaren 1980 voor MS-DOS computers. Vanaf 1990 was het een zeer bekend fractalprogramma maar heden worden er nog maar sporadisch updates gemaakt omdat andere fractalprogramma's populairder werden dan deze pionier. Met Emacs en NetHack is het een van de oudste programma's die nog onderhouden worden.